# Били Вунипола
Били Вунипола (енгл. Billy Vunipola; 3. новембар 1992) професионални је рагбиста и репрезентативац Енглеске који тренутно игра за шампиона Енглеске Сараценс.

## Биографија
Висок 188 цм, тежак 126 кг, Вунипола је пре Сарацена играо за Воспс. За репрезентацију Енглеске одиграо је до сада 21 тест меч и постигао 4 есеја.